# Nomioides facilis
Nomioides facilis är en biart som först beskrevs av Smith 1853.  Nomioides facilis ingår i släktet Nomioides och familjen vägbin. Inga underarter finns listade i Catalogue of Life.